# Гайден-Лейк (Айдахо)
Гайден-Лейк (англ. Hayden Lake) — місто в окрузі Кутенай, штат Айдахо, США. Згідно з переписом 2010 року населення становило 574 особи, що на 80 осіб більше, ніж 2000 року. Місто лежить на березі однойменного озера.

## Географія
Гайден-Лейк розташований за координатами 47°45′52″ пн. ш. 116°45′22″ зх. д. / 47.76444° пн. ш. 116.75611° зх. д. (47.764460, -116.756097).  За даними Бюро перепису населення США в 2010 році місто мало площу 1,76 км², з яких 1,52 км² — суходіл та 0,24 км² — водойми. В 2017 році площа становила 2,03 км², з яких 1,58 км² — суходіл та 0,45 км² — водойми.

## Демографія

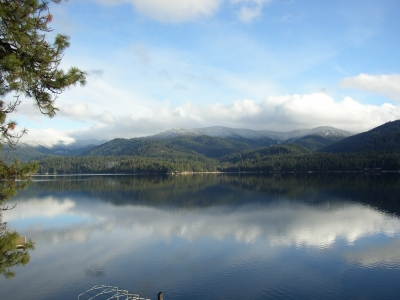

### Перепис 2010 року
За даними перепису 2010 року, у місті проживало 574 осіб у 256 домогосподарствах у складі 188 родин. Густота населення становила 375,6 ос./км². Було 369 помешкань, середня густота яких становила 241,5/км². Расовий склад міста: 97,6% білих, 0,2% індіанців, 0,5% азіатів, and 1,7% людей, які зараховують себе до двох або більше рас. Іспанці та латиноамериканці незалежно від раси становили 3,0% населення.
Із 256 домогосподарств 19,9% мали дітей віком до 18 років, які жили з батьками; 66,4% були подружжями, які жили разом; 2,7% мали господиню без чоловіка; 4,3% мали господаря без дружини і 26,6% не були родинами. 22,7% домогосподарств складалися з однієї особи, у тому числі 13,3% віком 65 і більше років. У середньому на домогосподарство припадало 2,24 мешканця, а середній розмір родини становив 2,61 особи.
Середній вік жителів міста становив 54,2 року. Із них 17,8% були віком до 18 років; 3,7% — від 18 до 24; 14,5% від 25 до 44; 34,9% від 45 до 64 і 29,3% — 65 років або старші. Статевий склад населення: 51,2% — чоловіки і 48,8% — жінки.
Середній дохід на одне домашнє господарство  становив 131 095 доларів США (медіана — 70 375), а середній дохід на одну сім'ю — 137 529 доларів (медіана — 91 875). За межею бідності перебувало 2,9 % осіб, у тому числі 4,4 % дітей у віці до 18 років та 4,0 % осіб у віці 65 років та старших.
Цивільне працевлаштоване населення становило 266 осіб. Основні галузі зайнятості: освіта, охорона здоров'я та соціальна допомога — 17,3 %, виробництво — 11,7 %, науковці, спеціалісти, менеджери — 10,2 %, фінанси, страхування та нерухомість — 9,8 %.

### Перепис 2000 року
За даними перепису 2000 року, у місті проживало 494 осіб у 208 домогосподарствах у складі 164 родин. Густота населення становила 489,1 ос./км². Було 307 помешкань, середня густота яких становила 303,9/км². Расовий склад міста: 99,60% білих, 0,20% індіанців і 0,20% азіатів. Іспанці та латиноамериканці незалежно від раси становили 0,81% населення.
Із 208 домогосподарств 23,6% мали дітей віком до 18 років, які жили з батьками; 74,0% були подружжями, які жили разом; 4,3% мали господиню без чоловіка, і 20,7% не були родинами. 18,3% домогосподарств складалися з однієї особи, у тому числі 9,1% віком 65 і більше років. У середньому на домогосподарство припадало 2,38 мешканця, а середній розмір родини становив 2,65 особи.
Віковий склад населення: 19,2% віком до 18 років, 3,4% від 18 до 24, 20,2% від 25 до 44, 35,4% від 45 до 64 і 21,7% років і старші. Середній вік жителів — 49 року. Статевий склад населення: 49,8 % — чоловіки і 50,2 % — жінки.
Середній дохід домогосподарств у місті становив $65 893, родин — $67 143. Середній дохід чоловіків становив $50 250 проти $30 804 у жінок. Дохід на душу населення в місті був $31 834. Приблизно 7,7% родин і 8,3% населення перебували за межею бідності, включаючи 11,7% віком до 18 років і 4,3% від 65 і старших.